# Statstjänarnas centralorganisation
Statstjänarnas centralorganisation var en facklig samarbetsorganisation på det statliga avtalsområdet åren 1923-1939. 

## Bakgrund
Centralorganisationen bildades 1923 på initiativ av fackförbund inom det statliga avtalsområdet. Därigenom skapade man en gemensam förhandlingsorganisation för de berörda fackförbunden. Den ersatte Statstjänarnas samorganisation som enbart omfattat fackförbunden vid de statliga kommunikationsverken. 

## Historia
- 1923 hölls en konferens med elva organisationer närvarande, dock inte Svenska järnvägsmannaförbundet och Telegraf- och telefonmannaförbundet, som konstituerade Statstjänarnas centralorganisation. De första åren drev man frågor rörande arbetstiden, kvinnolöner, pensionsfrågor och det statliga lönereglementet.
- 1926 samlade man in pengar till gruvarbetarstrejken i Storbritannien.
- 1927 uppstod strid om kommande års avtalsrörelse. Det utomstående Svenska järnvägsmannaförbundet menade att lönekraven borde begränsas och att de lägst avlönade borde ha ett dyrtidstillägg. Majoriteten av centralorganisationens medlemmar anslöt sig till den linjen. Men det resulterade i att Sveriges lokomotivmannaförbund och Statens vattenfallsverks tjänstemannaförbund lämnade organisationen 1928.
- 1931 tvingades sekreteraren Edoff Andersson att lämna sin post efter en strid om statstjänarnas löner. Denna motsättning ledde dessförinnan till att Försvarsverkens civila personals förbund lämnade centralorganisationen.
- 1937 bildades Statstjänarkartellen av LO-förbunden inom det statliga  avtalsområdet. Allt fler förbund lämnade därefter centralorganisationen och sökte i stället medlemskap i kartellen.
- 1938 beslutates av ovannämnda skäl att centralorganisationens verksamhet skulle upphöra den 1 januari 1939.